# Harold Murray
„Atu“ Harold Murray (auch Black Harold, * ca. 1942) ist ein US-amerikanischer Jazzmusiker (Flöte, Lamellophon, Perkussion) und Bildhauer.

## Leben und Wirken
Murray wurde von Walter Dyett von der Dusable High School in Chicago unterrichtet. Er lernte zunächst Klavier, dann Baritonsaxophon und Flöte, bevor er sich mit den Congas beschäftigte; zunächst war er der stellvertretende musikalische Leiter der High Jinks. In den 1950er Jahren spielte er in wichtigen Chicagoer Clubs wie The Trinon, Peps, New Club Delisa oder dem Regal Theater. Murray ging in den 1960er Jahren nach New York, wo er im Apollo Theater, Five Spot und im Slug’s auftrat. Auch arbeitete er als Musiker mit Sun Ra (auf dessen 1964 entstandenem Album Featuring Pharoah Sanders and Black Harold er als Flötist mitwirkte) und im selben Jahr im Randy Weston Sextett. 1969 ging er bis 1974 nach Ghana, wo er auftrat und seine Studien in traditioneller Musik, Bildhauerei und Philosophie fortsetzte. Nach seiner Rückkehr nach Chicago gründete er die „Traditional African Music and Philosophy Society“ Sun Drummer, wo ihm Kahil El’Zabar begegnete, den er unterrichtete. Auch arbeitete er mit Big Black. Seit den späten 1990er Jahren spielte er mit dem Ethnic Heritage Ensemble (Ka-Real).

## Diskographische Hinweise
- Ella Jenkins – Rhythms of Childhood (Folkways Records, 1963)
- Randy Weston Sextet – Randy! (Băp!! Beep Boo-Bee Băp Beep-M-Boo Bee Băp!) (1964)
- Ethnic Heritage Ensemble – The Continuum (Delmark Records, 1997)
- Ethnic Heritage Ensemble – Papa’s Bounce (CIMP, 1998)